# 조지 스프링어
조지 스프링어(George Springer, 1989년 9월 19일 ~ )는 미국의 야구 선수로 메이저 리그에 소속되어 있는 토론토 블루제이스의 외야수이다.

## 경력

### 메이저 리그 이전
1989년에 코네티컷주 뉴브리튼에서 태어났다. 코네티컷 대학교 졸업 후 2011년에 있었던 MLB 드래프트에서 휴스턴 애스트로스에게 1라운드 전체 11순위로 지명을 받아 입단하게 된다.

### 휴스턴 애스트로스
2014년 4월 16일에 있었던 캔자스 시티 로열스전에서 메이저 리그에 데뷔하였고, 데뷔 시즌 20홈런을 쳐내며 암흑의 시간을 보내고 있던 소속팀에 새로운 희망으로 떠올랐다.
2016년 시즌 162경기 전 경기 출장을 하며 타율 .261, 29홈런을 기록, 애스트로스 외야진 붙박이 주전으로 자리매김 하였다.
2017년 시즌에는 타율 .283, 34홈런, 85타점을 기록하며 생애 처음으로 실버 슬러거 상을 수상하였다. 월드 시리즈에서는 7차전에서 LA 다저스 선발 투수 다르빗슈 유를 상대로 투런 홈런을 터트리는 등 월드시리즈 역사상 최초로 네 경기 연속 홈런을 기록하며 애스트로스의 월드 시리즈 첫 우승에 견인차 역할을 하였다. 네 경기 연속 홈런을 포함, 총 5경기에서 홈런포를 가동하며 7차전까지 타율 .379(29타수 11안타), 5홈런, 7타점을 쓸어담아 월드 시리즈 MVP에도 선정되었다.

### 토론토 블루제이스
2020년시즌 후 FA자격을 취득하였고, 2021년 1월 19일에 토론토 블루제이스와 6년 1억 5천만 달러에 계약을 체결하였다.

## 수상 경력
- 메이저 리그 올스타 2회 : 2017년, 2018년
- 실버 슬러거 상 1회: 2017년
- 월드 시리즈 MVP 1회 : 2017년